# Arrondissement Dinant
Arrondissement Dinant (francouzsky: Arrondissement de Dinant; nizozemsky: Arrondissement Dinant) je jeden ze tří arrondissementů (okresů) v provincii Namur v Belgii.
Jedná se o politický a zároveň soudní okres. Soudní okres Dinant také zahrnuje obce politického okresu Philippeville.

## Obyvatelstvo
Počet obyvatel k 1. lednu 2017 činil 110 335 obyvatel. Rozloha okresu činí 1 592,42 km².

## Obce
Okres Dinant sestává z těchto obcí:
- Anhée
- Beauraing
- Bièvre
- Ciney
- Dinant
- Gedinne
- Hamois
- Hastière
- Havelange
- Houyet
- Onhaye
- Rochefort
- Somme-Leuze
- Vresse-sur-Semois
- Yvoir